# Тимениці (Лодзинське воєводство)
Тимениці (пол. Tymienice) — село в Польщі, у гміні Здунська Воля Здунськовольського повіту Лодзинського воєводства.
Населення — 595 осіб (2011).
У 1975-1998 роках село належало до Серадзького воєводства.

## Демографія
Демографічна структура станом на 31 березня 2011 року:
|          | Загалом | Допрацездатний вік | Працездатний вік | Постпрацездатний вік |
| -------- | ------- | ------------------ | ---------------- | -------------------- |
| Чоловіки | 284     | 61                 | 195              | 28                   |
| Жінки    | 311     | 64                 | 183              | 64                   |
| Разом    | 595     | 125                | 378              | 92                   |